# هيميكا أكانيا
هيميكا أكانيا (茜屋日海夏 أكانيا هيميكا) هي مؤدية أصوات يابانية ولدت في 16 يوليو 1994 في محافظة أكيتا.

## أدوارها في الأنمي

### مسلسلات أنمي تلفزيونية
- ريرايديد: ديريدا القافز عبر الزمن - يوري ديتريخ
- إيزيتا الساحرة الأخيرة - إيزيتا
- ري لايف - هونوكا تاماراي
- في عالم أخر مع هاتفي الذكي - لابيس
- بلاد الأحجار الكريمة - زيركون
- كيف تعتني بمومياء - أسا موتيغي
- الخطايا السبع المميتة: إعادة إحياء العهود - ديموند، جينا
- الملك القاهر وفالكيريا المقدسة - روري تاكاو
- المشاغب لا يحلم عن فتاة الأرنب سينباي - ساكي كاميساتو
- تمرد ميليون آرثر - ناكلافي
- موقع الفتيات الساحرات - تسويونو ياتسومورا

## وصلات خارجية
- هيميكا أكانيا على موقع IMDb (الإنجليزية)
- هيميكا أكانيا على موقع ميوزك برينز (الإنجليزية)
- هيميكا أكانيا على موقع قاعدة بيانات الفيلم (الإنجليزية)
- هيميكا أكانيا على موقع كينوبويسك (الروسية)
- هيميكا أكانيا على موقع ANN person (الإنجليزية)